# Alexandre-François de La Rochefoucauld
Alexandre-François de La Rochefoucauld, I conte de La Rochefoucauld (Parigi, 26 agosto 1767 – Parigi, 2 marzo 1841), è stato un nobile, diplomatico, politico e militare francese.

## Biografia

### I primi anni e l'impegno militare
Alexandre François de La Rochefoucauld era figlio cadetto del duca François Alexandre Frédéric de La Rochefoucauld-Liancourt e di sua moglie, Felicité de Lannion. Intrapresa la carriera militare, divenne ufficiale dello stato maggiore dell'Armée du Nord comandata dal generale Gilbert du Motier de La Fayette col quale prese parte alla campagna militare del 1792. Le frontiere francesi erano all'epoca minacciate dalle armate combinate di Russia e Austria. Con la caduta della monarchia, decise di abbandonare l'esercito.
Queste manifestazioni di disinteresse alla causa rivoluzionaria, unitamente al suo personale impegno per salvare il re e la regina, gli attirarono l'attenzione del nuovo governo: dichiarato fuorilegge venne obbligato ad emigrare per non finire sulla ghigliottina. Rientrò in Francia solo all'epoca del Consolato.
Nel 1788, sposò la figlia del conte di Chastulé, ufficiale delle Gardes-Françaises, ricco proprietario a Santo Domingo e parente di Giuseppina di Beauharnais, sposa poi del generale Napoleone Bonaparte. Quest'ultima parentela gli sarà particolarmente utile negli anni successivi.

### Il primo impero francese
Quando Napoleone divenne primo console, il de La Rochefoucauld cercò di ingraziarselo proponendo sua moglie come dama d'onore di sua moglie e facendo sposare sua figlia col principe Aldobrandini, fratello del principe Borghese.
Posto a capo dell'amministrazione del dipartimento di Senna e Marna, nell'anno IX (16 ottobre 1801) divenne ambasciatore (o meglio chargé d'affaires) presso la corte di Sassonia. Le ratificazioni del trattato di Lunéville ancora non avevano avuto effetto e pertanto la sua missione era quella di portare l'elettore di Sassonia ad una disposizione favorevole nei confronti della Francia.
Il 9 vendemmiaio dell'anno XII, venne nominato membro dell'Ordine della Legion d'Onore diventandone commendatore il 25 pratile di quello stesso anno.

#### Ambasciatore a Vienna
La conclusione del trattato di Amiens ebbe una grande influenza sulla gestione dei rapporti tra Francia e Germania.
La Rochefoucauld prese parte a diverse missioni diplomatiche delicate, al punto che Napoleone lo nominò ambasciatore a Vienna (1 gennaio 1805) andando a rimpiazzare Champagny. Giunse a Vienna il 6 gennaio 1805.
La creazione del Regno napoleonico d'Italia in quello stesso anno, l'unione della Repubblica di Genova all'Impero Francese di e parte dell'Arciducato d'Austria, erano certamente il preludio di una guerra. Il conte de La Rochefoucauld venne incaricato dall'imperatore di snidare pertanto un possibile trattato segreto tra Austria. Russia ed Inghilterra in funzione anti-francese, ma di fronte al rifiuto di collaborare degli austriaci, ricevette dall'imperatore l'ordine di abbandonare Vienna il 10 ottobre 1805.
Venne riaccreditato il 16 gennaio 1806, dopo la firma del trattato di Presburgo, col quale grazie alla presenza della Confederazione del Reno, Francesco II del Sacro Romano Impero era stato costretto a rinunciare al proprio titolo di imperatore tedesco. L'ambasciatore francese, con rara abilità, riuscì ad attenuare l'impressione che tale notizia fece presso la corte di Vienna, impatto che andò certamente a mutare il sistema politico dell'Europa intera.
Nel 1806, lasciò l'ambasciata di Vienna per tornare a Berlino dove Napoleone si trovava. Prese parte attiva ai negoziati che portarono alla nascita del Regno di Sassonia e ne assicurò l'adesione al sistema francese.

#### L'ambasciata di Amsterdam
L'11 febbraio 1808, venne nominato ambasciatore in Olanda presso Luigi Bonaparte, sovrano locale e fratello dell'imperatore.
Nel 1809, gli inglesi sbarcarono in Zelanda. L'ambasciatore francese, assieme alle autorità olandesi, si portò ad Anversa e qui si distinse subito per le proprie capacità organizzative, riuscendo a respingere il nemico e la crisi diplomatica creatasi con tale atto.
Il re Federico Guglielmo III di Prussia, che teneva in grande stima il de La Rochefoucauld ma che non poteva dimenticare l'influenza che questi aveva sugli olandesi, gli inviò il cordone dell'Ordine dell'Aquila nera che Napoleone gli concesse di portare.
Nel 1810, Napoleone prese la risoluzione di unire il regno d'Olanda all'Impero francese, dal momento che suo fratello si rifiutò categoricamente di aderire al blocco continentale. Ancora una volta il de La Rochefoucauld ebbe un ruolo fondamentale nella risoluzione della crisi ma l'irritazione verso i francesi ad Amsterdam era tale che egli stesso corse dei pericoli personali. Napoleone lo ritenne in qualche modo responsabile dell'abdicazione di suo fratello e del malcontento scoppiato nella capitale olandese e pertanto lo richiamò a Parigi alla fine di maggio del 1810, missione dopo la quale fu il de La Rochefoucauld espressamente a chiedere di non essere più destinato a nuove missioni diplomatiche; si dedicò a vita privata, creando un filatoio con 150 lavoranti a Crèvecœur.

### Carriera parlamentare
Quando era sul punto di rinunciare anche alla politica gli venne proposto durante i Cento giorni (2 giugno 1815) il titolo di membro della Camera dei pari di Francia, ma perse tale dignità durante la Seconda Restaurazione borbonica in Francia.
La situazione mutò dopo la morte di Luigi XVIII, quando il suo rientro in politica venne facilitato da un carattere più blando dei suoi successori ed egli fu pertanto per tre volte chiamato a svolgere l'attività di parlamentare per il 3à arrondissement de l'Oise:
1. il 9 maggio 1822, con 276 voti contro 46 superò Louis-Étienne Héricart de Thury.
2. il 21 aprile 1828, rimpiazzando Étienne Maurice Gérard, che optò per Bergerac (Dordogne)[2].
3. il 3 luglio 1830, con 173 voti

Il conte de La Rochefoucauld si dimostrò uno dei partigiani della Monarchia di luglio di Luigi Filippo I, fatto che gli valse l'elezione il 5 luglio 1831 nella Camera dei pari di Francia. Il 28 aprile 1835 venne creato grand'ufficiale della Legion d'onore.
Morì a Parigi il 2 marzo 1841 e venne sepolto nel cimitero di Père-Lachaise.

## Matrimonio e figli
Alexandre-François de La Rochefoucauld sposò il 9 giugno 1788 a Parigi, Adélaïde de Pyvart de Chastullé (16 agosto 1769 - 20 dicembre 1814), prima dama d'onore dell'imperatrice Joséphine (1804-1810), figlia di François, conte di Pyvart de Chastullé e di Julie Laffilard. La coppia ebbe i seguenti figli:
- Alexandrine Julie Clémentine (Parigi, 20 agosto 1792 - Parigi, 4 settembre 1792);
- Adèle Marie Hortense Françoise (Parigi, 15 settembre 1793 - Pisa, 2 novembre 1877), dama di palazzo dell'imperatrice Maria Luisa (1809-1814), sposata l'11 aprile 1809 a Parigi con Francesco Borghese, VII principe di Sulmona (1776-1839), da cui ebbe discendenza;
- Alexandre-Jules (Mello, 22 gennaio 1796 - Parigi, 21 aprile 1856), II conte de La Rochefoucauld (1841), II duca d'Estissac (1840), colonnello, aiutante di campo, sposato l'11 settembre 1822 a Liancourt, con Hélène Desolle (1803-1864); ebbe discendenza;
- Wilfrid Marie François (Parigi, 8 febbraio 1790 - 24 settembre 1876), sposò il 30 novembre 1829 a Sennecey-le-Grand, Maria Cécile Pauline Lhuillier (23 marzo 1812 a Saulieu);
- François Joseph Polydore (Parigi, 15 maggio 1801 - Parigi, 15 aprile 1855), segretario d'ambasciata a San Pietroburgo (1824), sposò in prime nozze il 2 dicembre 1842 a Weimar con Adélaïde Charlotte Nathalie de Bussche-Hünnefeld (17 febbraio 1811 - 10 febbraio 1847), da cui ebbe un figlio; sposò in seconde nozze il 9 settembre 1852 a Parigi, Marie-Christine de Pracomtal (1830-1905), da cui non ebbe eredi.

## Araldica
|  |

|  |